# The Haunted Mansion
The Haunted Mansion (bra: Mansão Mal-Assombrada; prt: A Casa Assombrada) é um filme norte-americano de 2003, dos gêneros comédia de terror e fantasia, dirigido por Rob Minkoff, com roteiro de David Berenbaum baseado na atração temática homônima dos parques da Walt Disney World e Disneyland Resort Paris. 
Estrelado por Eddie Murphy, Terence Stamp, Nathaniel Parker e Marsha Thomason, The Haunted Mansion estreou nos Estados Unidos em 26 de novembro de 2003 e é o quinto filme da Disney baseado em uma atração de seus parques temáticos, após Tower of Terror (1997), Mission to Mars (2000), The Country Bears (2002) e Piratas do Caribe: A Maldição do Pérola Negra (2003). O filme arrecadou US$ 182,3 milhões em todo o mundo com orçamento de US$ 90 milhões.

## Sinopse
No dia do seu aniversário de casamento, Jim Evers (Eddie Murphy), um corretor imobiliário  que trabalha compulsivamente e sempre está disposto em sacrificar seu lazer para fazer um bom negócio, chega atrasado em casa, pois estava fechando a venda de um imóvel. Para agradar sua esposa Sarah, que também é corretora e trabalha com o marido, mas não age como ele, Jim lhe dá alguns presentes e promete que levará ela e os filhos Megan e Michael  para insolaradas férias. Logo depois Sarah recebe um estranho telefonema de um desconhecido chamado Ramsley (Terence Stamp), que pede que Sarah vá sozinha até o antigo Solar da Família Gracey. Ela recusa, pois é um negócio da família e Jim sabe que naquela região só existem mansões velhas e históricas. Como não quer perder a venda, resolve dar apenas "uma olhadinha" no local antes das férias e vai com a família até lá de carro. Quando Jim, Sarah e as crianças chegam no enorme portão da mansão ninguém aparece para recebê-los, com um enorme cadeado impedindo que o portão seja aberto. Jim já estava pensando em ir embora quando, misteriosamente, o portão se abre, porém eles não conseguem entrar na casa. Começa um enorme temporal e então surge Ramsley, o misterioso e pálido  mordomo do lugar, que avisa que seu patrão, o jovem anfitrião Sir Edward Gracey, os receberá em breve. Logo Ramsley comunica que a família terá de passar a noite na casa, pois o temporal cobriu toda a estrada. Os Evers são apresentados a Gracey, que os convida para jantar e parece obcecado e interessado por Sarah. Jim vai até a biblioteca para conversar com Gracey sobre a venda e, enquanto espera, acha uma passagem secreta. Paralelamente as crianças seguem uma bola mágica flutuante e brilhante até o sótão e lá vêem a pintura de uma mulher que se parece demais com a mãe deles. Jim e as crianças eventualmente descobrem parte dos segredos sombrios da mansão através de Madame Leota, uma mítica cabeça falante numa bola de cristal verde, mas existem outras coisas ainda mais espantosas para serem descobertas.

## Elenco
| Ator                | Personagem                     |
| ------------------- | ------------------------------ |
| Eddie Murphy        | Jim Evers                      |
| Marsha Thomason     | Sara Evers / Elizabeth Henshaw |
| Terence Stamp       | Ramsley                        |
| Nathaniel Parker    | Edward Gracey                  |
| Marc John Jefferies | Michael Jordan Evers           |
| Aree Davis          | Megan Evers                    |
| Jennifer Tilly      | Madame Leota                   |
| Wallace Shawn       | Ezra                           |

## Recepção
No site agregador de críticas Rotten Tomatoes, 13% das 135 resenhas dos críticos são positivas. O consenso diz: "Nem assustador nem engraçado (...) é tão sem vida quanto os fantasmas do filme."